# 福島県立湖南高等学校
福島県立湖南高等学校（ふくしまけんりつ こなんこうとうがっこう）は、福島県郡山市湖南町福良に所在する県立高等学校。

## 概要
郡山市西部の湖南町地区に存在している1学年当たり2クラス分の募集定員がある高校である。湖南町に隣接している会津若松市湊町は主として本校進学希望者のために県中学区と会津学区の共通学区とされている。
歴史
1948年（昭和23年）に福島県立大槻高等学校の分校として設置される。その後福島県立安積高等学校に移管され、福良分校・福良第二部を経て、1963年（昭和38年）に独立し、現校名となった。
設置課程・学科
全日制課程 普通科（2クラス）
校訓
「誠実・志高・聡明・自律・勤勉・協同」
校章
ヒシの葉5枚を背景にして、中央に「高」の文字を置いている。
校歌
作詞は蕪木幸六、作曲は阿部美恵子による。歌詞は3番まであり、各番に校名の「湖南高校」が登場する。
制服
ブレザー型

## 沿革
- 1948年（昭和23年）- 「福島県立大槻高等学校福良分校」が設置される。
- 1951年（昭和26年） - 「福島県立安積高等学校福良分校」となる。[1]
- 1952年（昭和27年） - 「福島県立安積高等学校福良第二部」に改称。[1]
- 1963年（昭和38年）4月1日 - 福島県立安積高等学校から分離し、「福島県立湖南高等学校」として独立。

## 学校行事
3学期制
1学期
- 4月 - 入学式、対面式、新入生オリエンテーション、部・委員会登録、身体計測、交通安全教室、猪苗代湖遠足
- 5月 - 生徒総会、学校家庭クラブ総会、創立記念日、中間考査、花壇整備1
- 6月 - 前期公開授業、花壇整備2、高総体選手壮行会、進路ガイダンス
- 7月 - 期末考査、1日体験入学、夏休み、フラワーコンテスト、校内球技大会
- 8月 - 夏季集中課外

2学期
- 9月 - 湖岸清掃、体育祭、就職選考開始、生徒会役員選挙
- 10月 - 中間考査、2年修学旅行、1・3年遠足
- 11月 - 1年大学・企業見学会、2年職場体験、後期公開授業
- 12月 - 期末考査、冬休み

3学期
- 1月 - 3年学年末考査、スキー授業
- 2月 - 1・2年学年末考査、Ⅰ期選抜、2年進路ガイダンス、除雪ボランティア、表彰式
- 3月 - 卒業式、Ⅱ期選抜、Ⅲ期選抜、1年進路ガイダンス、離任式、新入生オリエンテーション

## 部活動
運動部
- 野球部
- ボート部
- ソフトテニス部
- 卓球部

文化部
- パソコン部
- 音楽部

## 交通
- JR東日本「磐梯熱海駅」・「上戸駅」より会津乗合自動車（会津バス）利用「湖南高校」バス停下車（本数が非常に少ない。）

## 参考資料
- 地域を学ぶ学問「湖南学」 (PDF)  - 宮城IT教育ポータルサイト